# Órgiva
Órgiva település Spanyolországban, Andalúzia autonóm közösségben, Granada tartományban. A Guadalfeo folyó völgyében, a Sierra de Lújar és a Sierra Nevada lejtői között fekszik, mintegy 53 km-re délre Granada várostól. Órgiva Lanjarón, Cáñar, Carataunas, Pampaneira, La Taha, Torvizcón, Polopos, Rubite, Lújar, Vélez de Benaudalla és El Pinar községekkel határos. Lakosainak száma 5674 fő (2024).

## Népesség
A település népessége az elmúlt években az alábbi módon változott:
| Lakosok száma | 5038 | 5175 | 5460 | 5659 | 5756 | 5393 | 5543 | 5725 | 5866 | 5674 |
|               | 2001 | 2004 | 2006 | 2009 | 2011 | 2014 | 2016 | 2019 | 2021 | 2024 |